# Hybrid Broadcast Broadband TV
Hybrid Broadcast Broadband TV ou HbbTV désigne à la fois une norme de télévision interactive numérique et un accord d'harmonisation de télédiffusion associant télévision et accès internet, pour la fourniture de programmes reçus par les téléviseurs connectés et les terminaux de réception.
En février 2009, HbbTV naît de la fusion des deux projets : le français H4TV et l'allemand German HTML profil.
Ce système peut être exploité sur tous types de réseaux de télédiffusion terrestre ou satellite ainsi que de télédistribution filaire par réseaux câblés, fibre optique ou sans fil par des réseaux de télécommunication. 

## Membres du consortium HbbTV
Les membres du consortium HbbTV sont :
- des organismes de normalisation : UER, IRT, DTG, Fraunhofer IIS, Digital UK
- des radiodiffuseurs : BBC, RTL Group, Astra, Eutelsat, Abertis Telecom, TDF, ITV, BSkyB
- des fournisseurs d'intergiciels pour les terminaux de télévision : ANT Software Ltd, OpenTV, Opera Software, Access, Espial, httv, Irdeto, NDS, Kudelski, Viaccess
- des fabricants de terminaux ou de composants de télévision numérique : Philips, Samsung, Sony, LG, Loewe, Sharp, STMicroelectronics, Humax, ANTIK, Haier, Kaoin Media, TechniSat, TechnoTrend, MStar Semiconductor

La liste officielle des sociétés supportant HbbTV est publiée sur le site web HbbTV.

## Normalisation
Les spécifications ont été approuvées le 1er juillet 2010 sous la référence ETSI TS 102 796.
La version 1.1.1 de ce standard européen est promulguée par l'ETSI en 2010. Il est maintenant déployé dans tous les téléviseurs connectables à internet depuis 2011. Il est dirigé au sein du Consortium Industriel HbbTV siégeant à Genève (UER).
La version 1.2.1 (anciennement connu sous le nom HbbTV 1.5) de ce standard est promulguée par l'ETSI en Novembre 2012.
La version 2.0 de ce standard est promulguée par l'ETSI en Novembre 2015.
La version 2.0.2 de ce standard (qui embarque notamment les services UHD et NGA) a été est promulguée par l'ETSI en Septembre 2018.
De plus, HbbTv publie des " Independent Specifications" qui complètent la spécification "core" en étant complètement cohérente avec elle, mais n'en font pas partie ; c'est le cas de " OpApp" et de " ADB" (Application Discovery over Broadband").

## Description
HbbTV permet aux chaînes de télévision de publier en plus et en accompagnement de leurs programmes télévisés, des contenus additionnels. Son principal atout, est de rendre le service interactif diffusé neutre par rapport à la marque du récepteur TV qui intègre ce standard.
Deux modes sont possibles :
Soit directement (mode dit: broadcast) avec le signal diffusé (TNT, Câble, Satellite), donc sans avoir besoin de connecter le récepteur à Internet. Ainsi le récepteur TV reçoit une application qui se télécharge en même temps que le programme télévisé qui est regardé. Généralement cette application est signalée au téléspectateur par une notification qui apparaît sur l'écran du téléviseur, l'invitant à presser le bouton rouge de sa télécommande pour y accéder.
De nombreux services sont ainsi possibles, par exemple la diffusion de magazines d'information, de fiches contextuelles au programme, d'alertes de toutes sortes...
Le second mode est celui où le récepteur est connecté à Internet (mode dit: broadband). Les chaînes peuvent alors enrichir encore plus leurs services avec des contenus en ligne édités par elles. Ainsi le public peut accéder en plus des programmes télévisés à, par exemple : des applications liées aux programmes TV, EPG, magazines, VOD, télévision de rattrapage, émissions enrichies, votes en direct, intégration des réseaux sociaux dans les programmes TV, etc.
HbbTV utilise des technologies ouvertes telles qu'HTML, CSS, JavaScript, H264... Ce sont des technologies très connues des développeurs web, facilitant ainsi le développement de services et d'applications.

## Déploiements
Les pays suivants diffusent ou démarrent leurs premiers tests avec ce standard :
- Europe
  - Allemagne
  - France : notamment via le diffuseur public France Télévisions qui diffusait[6] jusqu'en 2016 plusieurs services dont le tout premier en France lors de Roland Garros 2011. On retrouve également les diffuseurs M6, Arte, C8, NRJ12, LCP, CNEWS, CSTAR, Gulli, Chérie25. Direct8 et Direct Star ont également fait des diffusions jusqu'au rebranding D8/D17.
  - Royaume-Uni : Freesat, Freeview Play
  - Espagne: via le diffuseur public RTVE, les chaînes Telecinco et la Sexta, ainsi que dans les provinces via les chaînes régionales.
  - Pays Bas: NPO (télévision publique)
  - Autriche: ORF (télévision publique)
  - République Tchèque: CT (TV publique)
  - Suisse: RTS (TV publique), Arte
  - Belgique: RTBF (TV publique)
  - Luxembourg: via RTL
  - Norvège, Danemark, Finlande, Islande et Suède : NorDig
  - Danemark: diffuseur public DR
  - Finlande: EPG disponible sur les chaînes YLE, MTV MEDIA, Nelonen, SBS et FOX.
  - Pologne, notamment via le diffuseur public TVP qui diffuse plusieurs services

D'autres pays ont manifesté leur intérêt pour ce standard européen :
- Turquie
- Asie/Pacifique :
  - Chine, notamment au sein du groupe CCTV
  - Japon
  - Malaisie, qui déploie un réseau DVB-T2 incluant HbbTV
  - Australie
- Amériques
  - Argentine
  - USA

En France, depuis début novembre 2011, les chaînes France 2, France 3, France 4, France 5, France ô (services arrêtés depuis), ARTE, NRJ 12 ont ouvert officiellement leurs services HbbTV, suivis par M6, TF1 puis i>Télé. La marque TNT 2.0 devait être utilisée à partir de 2012 pour le lancement sur la TNT française des services de télévision à la norme HbbTV, complétée par les spécifications techniques issues de l'organisation de professionnels HD Forum France. Ces services visaient principalement la protection de certains contenus broadband de streaming et protégés par un mécanisme de DRM (Microsoft et/ou Marlin). Les plans initiaux pour le déploiement d'un logo et sur les accords d'utilisation de la marque ont par la suite été abandonnés.

## Alternatives propriétaires
Il est à noter que les constructeurs offrent aussi dans ces récepteurs dit hybrides au côté d'HbbTV leurs propres services ou ceux de leurs partenaires avec lesquels ils ont noué des accords commerciaux, soit en utilisant une technologie proche d'HbbTV (CE-HTML) ou une autre totalement propriétaire au fabricant. Les services que ces constructeurs proposent visent par exemple l'intégration de ceux des chaînes, identiques ou différents des services HbbTV ou des services édités par des acteurs du web ou ceux de développeurs d'applications au sein des "stores" de certains constructeurs. Les applications présentes dans ces portails ne sont, elles, contrairement à HbbTV, pas signalées et transmises au sein des programmes télévisés et incompatibles entre les différentes marques de téléviseurs, imposant ainsi aux développeurs de celles-ci de les adapter si besoin marque par marque.